# Abobra
Abobra (lat. Abobra), monotipični rod južnoameričke uresne trajnice penjačice iz porodice tikvovki (Cucurbitaceae). Od podzemnog mesnatog gomolja koji se nalazi oko 30cm ispod tla tanka stabljika može izrasti u visinu do 3.5 metara hvatajući se viticama s kojima se pričvrsti za bilo kakvu podlogu koja joj je na raspolaganju.
Raširena je u suptropskim krajevima Argentine i Urugvaja, i to na visinama od morske razine do 500 metara nadmorske visine. 
Plodovi su jajoliki dužine oko 12mm, plodovi tamnocrveni, a cvijet blijedo-zelene boje.

## Sinonimi
- Abobra viridiflora Naudin[2]
- Bryonia tenuifolia Gillies ex Hook. & Arn.[2]

## Vanjske poveznice
- Abobra, Cranberry Gourd (Abobra tenuifolia)